# Máquinas de Turing somente de leitura e movimentos à direita
Maquinas de Turing somente de leitura e movimentos à direita são um tipo particular de Máquina de Turing que reconhecem apenas linguagens regulares por se comportarem como Autômatos finitos deterministicos.

## Definição
A definição é baseada em uma máquina de fita única infinita definida para ser uma 7-upla
{\displaystyle M=\langle Q,\Gamma ,b,\Sigma ,\delta ,q_{0},F\rangle } onde:
- {\displaystyle Q} é o conjunto finito de  estados
- {\displaystyle \Gamma } é o conjunto finito de símbolos/alfabeto de fita
- {\displaystyle b\in \Gamma } é o símbolo vazio (o único símbolo que pode aparecer na fita infinitamente em qualquer passo da computação)
- {\displaystyle \Sigma }, é um subconjunto de {\displaystyle \Gamma } não incluindo b. É o conjunto de símbolos de entrada
- {\displaystyle \delta :Q\times \Gamma \rightarrow Q\times \Gamma \times \{R\}} é a Função chamada função de transição, R é o movimento à direita.
- {\displaystyle q_{0}\in Q} é o estado inicial
- {\displaystyle F\subseteq Q} é o conjunto de estados finais ou estados de aceitação

No caso dessas Máquinas de Turing o único movimento é para a direita.
Deve existir ao menos um elemento no conjunto {\displaystyle F} (um estado HALT) para a máquina aceitar uma linguagem regular (não incluindo a linguagem vazia).
Um exemplo de Maquinas de Turing somente de leitura e movimentos à direita é:
Q = { A, B, C, HALT }
Γ = { 0, 1 }
b = 0 = "vazio"
Σ = {\displaystyle \varphi }, conjunto vazio
δ = ver tabela de estados abaixo
q0 = A = estado inicial
F = o elemento de um conjunto de estados finais {HALT}
Tabela de estados para uma máquina somente de leitura de 3 estados e dois símbolos:
|                   | Estado atual A:  |                    |                 | Estado atual B:  |                    |                 | Estado atual C:  |                    |                 |
|                   | Símbolo escrito: | Movimento na fita: | Próximo estado: | Símbolo escrito: | Movimento na fita: | Próximo estado: | Símbolo escrito: | Movimento na fita: | Próximo estado: |
| símbolo lido é 0: | 1                | R                  | B               | 1                | R                  | A               | 1                | R                  | B               |
| símbolo lido é 1: | 1                | R                  | C               | 1                | R                  | B               | 1                | N                  | HALT            |